# Wikipedia tiếng Kyrgyz
Wikipedia tiếng Kyrgyz là phiên bản tiếng Kyrgyz của Wikipedia. Mở cửa vào ngày 3 tháng 6 năm 2002, phiên bản hiện đã có 76.018 bài viết. Phiên bản Wikipedia này có 4 bảo quản viên cùng 14.615 thành viên đã đăng ký và 52 thành viên tích cực.